# Clermont Foot

Ehemaliges Wappen von Clermont Foot

Clermont Foot 63 ist ein französischer Fußballverein aus Clermont-Ferrand, der Hauptstadt des zentralfranzösischen Départements Puy-de-Dôme in der Auvergne.

## Geschichte
Gegründet wurde er 1911 als AS Clermont-Ferrand . Diesen Namen trug der Klub bis 1984, dann kam es zur Fusion mit Stade Clermontois und einem weiteren lokalen Verein unter dem neuen Namen Clermont FC. Dieser musste 1989 Konkurs anmelden; 1990 erfolgte die Neugründung unter Clermont Foot Auvergne. In der Folge änderte der Verein seinen Namen in Clermont Foot 63, wobei die 63 die Ordnungszahl des Départements Puy-de-Dôme ist. Die Vereinsfarben sind Rot und Blau; die Ligamannschaft spielt im Stade Gabriel Montpied, das eine Kapazität von 10.607 Plätzen aufweist.
Der Vereinspräsident Claude Michy sorgte im Mai 2014 mit der Verpflichtung der ehemaligen portugiesischen Fußballspielerin Helena Costa als Trainerin – anstelle von Régis Brouard – für ein Novum. Die 1978 in Portugal geborene Costa wäre die erste Frau in der Geschichte des französischen Profifußballs gewesen – und nach Carolina Morace (AS Viterbese Castrense) die zweite im europäischen –, die ein Männerteam trainiert. Nach nur wenigen Stunden im Amt trat Costa jedoch wieder von ihrem Trainerposten zurück; an ihrer Stelle unterschrieb die Ex-Nationalspielerin Corinne Diacre, die ebenfalls über eine Trainerlizenz für den Profibereich verfügt. Ende August 2017 stimmte Michy auf Drängen des Landesverbands FFF einer vorzeitigen Vertragsauflösung zu, damit Diacre nach drei Jahren auf der Bank des Zweitligisten die Stelle als Chefcoach von Frankreichs Frauennationalelf antreten konnte.

## Ligazugehörigkeit
Profistatus hat Clermont 1942–1946, 1986–1988, 2002–2006 und wieder seit 2007 besessen. Erstklassig (Division 1, seit 2002 in Ligue 1 umbenannt) spielte der Klub nur während der inoffiziellen Kriegsmeisterschaften 1942/43 und 1944/45.
2009/10 verpassten die Clermontois den Aufstieg in die höchste Spielklasse erst am letzten Spieltag. Am letzten Spieltag der Saison 2020/21 gelang nach 76 Jahren Abwesenheit der Wiederaufstieg in die höchste Spielklasse.

## Erfolge
- Französischer Pokal: Halbfinale 1945/46

## Aktueller Kader 2023/24
| Nr.                   | Nat.           | Name                    | Geburtsdatum  | im Verein seit | Vertrag bis |
| Torhüter              | Torhüter       | Torhüter                | Torhüter      | Torhüter       | Torhüter    |
| --------------------- | -------------- | ----------------------- | ------------- | -------------- | ----------- |
| 01                    | Senegal        | Massamba Ndiaye         | 8. Okt. 2001  | 2023           | 2027        |
| 16                    | Frankreich     | Théo Borne              | 15. Juli 2002 | 2023           | 2024        |
| 99                    | Senegal        | Mory Diaw               | 22. Juni 1993 | 2022           | 2026        |
| Abwehrspieler         |                |                         |               |                |             |
| 02                    | Algerien       | Mehdi Zeffane           | 19. Mai 1992  | 2022           | 2024        |
| 03                    | Brasilien      | Neto Borges             | 13. Sep. 1996 | 2022           | 2025        |
| 04                    | Frankreich     | Chrislain Matsima       | 15. Mai 2002  | 2024           | 2024        |
| 05                    | Belgien        | Maximiliano Caufriez    | 16. Feb. 1997 | 2022           | 2026        |
| 15                    | Mali           | Cheick Oumar Konaté     | 2. Apr. 2004  | 2022           | 2026        |
| 17                    | Frankreich     | Andy Pelmard            | 12. März 2000 | 2023           | 2027        |
| 21                    | Frankreich     | Florent Ogier           | 21. März 1989 | 2018           | 2024        |
| 22                    | Frankreich     | Yoël Armougom           | 5. Juni 1998  | 2023           | 2025        |
| 28                    | Elfenbeinküste | Ivan M’Bahia            | 19. Apr. 2005 | 2024           | 2024        |
| 97                    | Frankreich     | Jérémy Jacquet          | 13. Juli 2005 | 2024           | 2024        |
|                       | Frankreich     | Matys Donavin           | 22. Nov. 2006 | 2022           | 2026        |
|                       | Ghana          | Sumaila Awudu           | 8. Okt. 2004  | 2023           | 2026        |
| Mittelfeldspieler     |                |                         |               |                |             |
| 06                    | Mali           | Habib Keïta             | 5. Feb. 2002  | 2023           | 2027        |
| 07                    | Frankreich     | Yohann Magnin           | 21. Juni 1997 | 2019           | 2025        |
| 08                    | Frankreich     | Bilal Boutobba          | 29. Aug. 1998 | 2023           | 2026        |
| 10                    | Osterreich     | Muhammed Cham           | 26. Sep. 2000 | 2020           | 2026        |
| 11                    | Gabun          | Jim Allevinah           | 27. Feb. 1995 | 2019           | 2024        |
| 12                    | Frankreich     | Maxime Gonalons         | 10. März 1989 | 2022           | 2024        |
| 24                    | Algerien       | Stan Berkani            | 13. Aug. 2003 | 2022           | 2024        |
| 25                    | Frankreich     | Johan Gastien           | 25. Jan. 1988 | 2018           | 2025        |
| 80                    | Frankreich     | Adam Mabrouk            | 3. Apr. 2003  | 2022           | 2024        |
|                       | Marokko        | Abdellah Baallal        | 7. Nov. 2004  | 2023           | 2026        |
| Stürmer               |                |                         |               |                |             |
| 09                    | Serbien        | Komnen Andrić           | 1. Juli 1995  | 2022           | 2025        |
| 18                    | Kosovo         | Elbasan Rashani         | 9. Mai 1993   | 2021           | 2025        |
| 19                    | Frankreich     | Mohamed-Amine Bouchenna | 15. Juni 2006 | 2022           |             |
| 23                    | Jamaika        | Shamar Nicholson        | 16. März 1997 | 2023           | 2024        |
| 26                    | Frankreich     | Alan Virginius          | 3. Jan. 2003  | 2024           | 2024        |
| 91                    | Angola         | Jérémie Bela            | 8. Apr. 1993  | 2022           | 2024        |
| 95                    | Frankreich     | Grejohn Kyei            | 12. Aug. 1995 | 2022           | 2024        |
| Stand: 25. April 2024 |                |                         |               |                |             |

## Bekannte ehemalige Spieler
- Romain Alessandrini
- Sylvain Armand
- Ludovic Assemoassa
- Pierre Bini
- Bernard Diomède
- Andrzej Szarmach